# Ixodiphagus texanus

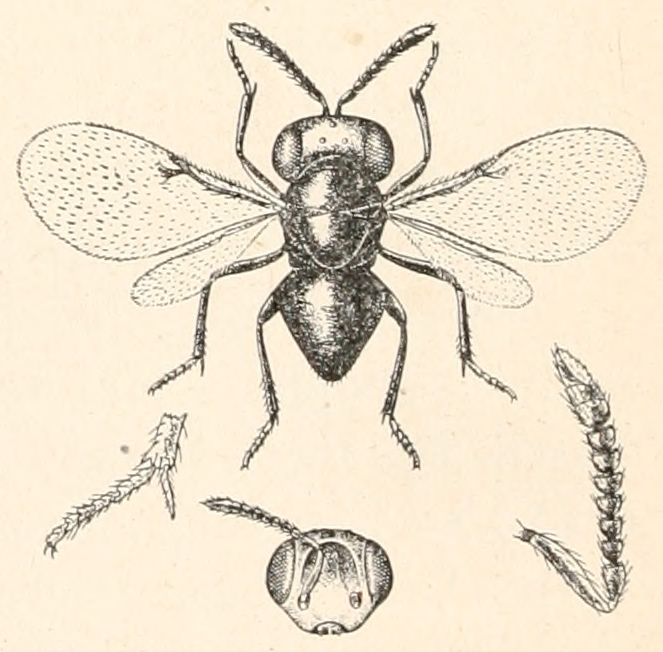
Ixodiphagus texanus

Ixodiphagus texanus is een vliesvleugelig insect uit de familie Encyrtidae. De wetenschappelijke naam is voor het eerst geldig gepubliceerd in 1907 door Howard.